# Opération Whetstone
L'opération Whetstone est le nom donné à une série de 41 essais atomiques souterrains  complétés au site d'essais du Nevada par les États-Unis en 1963 et 1964. Elle est précédée par l'opération Niblick et suivie par l'opération Flintlock.

## Essais
À l'exception de l'essai Salmon, qui a lieu à Hattiesburg au Mississippi, tous les essais, souterrains, ont lieu au site d'essais du Nevada.
| Nom               | Date              | Puissance |
| ----------------- | ----------------- | --------- |
| Bye               | 16 juillet 1964   | 20-200 kt |
| Cormorant         | 17 juillet 1964   | < 20 kt   |
| Links             | 23 juillet 1964   | < 20 kt   |
| Trogon            | 24 juillet 1964   | < 20 kt   |
| Alva              | 19 août 1964      | 4,4 kt    |
| Canvasback        | 22 août 1964      | < 20 kt   |
| Player            | 27 août 1964      | < 20 kt   |
| Haddock           | 28 août 1964      | < 20 kt   |
| Guanay            | 4 septembre 1964  | < 20 kt   |
| Spoon             | 11 septembre 1964 | < 20 kt   |
| Courser           | 25 septembre 1964 | 0         |
| Auk               | 2 octobre 1964    | < 20 kt   |
| Par               | 9 octobre 1964    | 38 kt     |
| Barbel, Turnstone | 16 octobre 1964   | < 20 kt   |
| Salmon            | 22 octobre 1964   | 5,3 kt    |
| Garden            | 23 octobre 1964   | < 20 kt   |
| Forest            | 31 octobre 1964   | < 20 kt   |
| Handcar           | 5 novembre 1964   | 12 kt     |
| Crepe             | 5 décembre 1964   | 20-200 kt |
| Drill             | 5 décembre 1964   | < 20 kt   |
| Parrot            | 16 décembre 1964  | 1,3 kt    |
| Mudpack           | 16 décembre 1964  | 2,7 kt    |
| Cassowary, Hoopoe | 16 décembre 1964  | < 20 kt   |
| Sulky             | 18 décembre 1964  | 0,092 kt  |
| Wool              | 14 janvier 1965   | < 20 kt   |
| Tern              | 29 janvier 1965   | < 20 kt   |
| Cashmere          | 4 février 1965    | < 20 kt   |
| Alpaca            | 12 février 1965   | 0,33 kt   |
| Merlin            | 16 février 1965   | 10,1 kt   |
| Wishbone          | 18 février 1965   | < 20 kt   |
| Seersucker        | 19 février 1965   | < 20 kt   |
| Wagtail           | 2 mars 1965       | 20-200 kt |
| Suede             | 20 mars 1965      | < 20 kt   |
| Cup               | 26 mars 1965      | 20-200 kt |
| Kestrel           | 5 avril 1965      | < 20 kt   |
| Palanquin         | 14 avril 1965     | 4,3 kt    |
| Gum Drop          | 21 avril 1965     | < 20 kt   |
| Chenille          | 22 avril 1965     | < 20 kt   |
| Muscovy           | 23 avril 1965     | < 20 kt   |
| Tee               | 7 mai 1965        | 7 kt      |
| Buteo             | 12 mai 1965       | < 20 kt   |
| Scaup             | 14 mai 1965       | < 20 kt   |
| Cambric           | 14 mai 1965       | 0,75 kt   |
| Tweed             | 21 mai 1965       | < 20 kt   |
| Petrel            | 11 juin 1965      | 1,3 kt    |
| Organdy           | 11 juin 1965      | < 20 kt   |
| Diluted Waters    | 16 juin 1965      | < 20 kt   |
| Tiny Tot          | 17 juin 1965      | < 20 kt   |